# Qarawat Bani Hassan
Qarawat Bani Hassan, en arabe : قراوة بني حسان, est une ville du gouvernorat de Salfit en Palestine. Elle est située à 30 kilomètres au sud-ouest de Naplouse et à huit kilomètres de Salfit, au nord de la Cisjordanie.
Selon le recensement du bureau central palestinien des statistiques, la localité compte une population de 5 513 habitants en 2017.